# Le Mage (opéra)
Personnages
Zarâstra (ténor)

Amrou, grand-prêtre des devas (baryton)

Varheda, sa fille, prêtresse de la Djahi (mezzo-soprano)

Anahita, reine du Touran (soprano)
Le Mage est un grand opéra en cinq actes et six tableaux de Jules Massenet sur un poème de Jean Richepin. L'acte II comprend deux tableaux, l'acte IV débute par un ballet, et l'acte V, par un prélude.

## Genèse et histoire
Georges Hartmann, éditeur de Massenet, et Jean Richepin décident d'offrir l'histoire de Zarâstra, Le Mage, à Jules Massenet pour l'Opéra. À l'été de 1889, le compositeur y travaille déjà. P. Gailhard, directeur de l'Opéra, monte l'ouvrage avec un luxe inusité. Le Mage est créé le 16 mars 1891, mais il faut changer de Zarâstra deux fois en huit jours. Les directeurs de l'Opéra demandent au compositeur d'allonger le ballet. L'œuvre quitte l'affiche après 31 représentations. Rarement interprétée depuis (on l'a vue à La Haye en 1896), elle est l'un des opéras les moins connus de l'auteur. Comme elle tombe carrément au milieu de la période où Massenet a été le plus inspiré, elle mérite peut-être l'attention. Agustarello Affre, qui jouait le rôle du prisonnier touranien lors de la création, enregistre l'air Ah! parais! de Zarâstra pour Pathé en 1903.
L'œuvre a été remontée à Saint-Etienne en 2012 à l'occasion des fêtes du centenaire du compositeur. L'orchestre était dirigé par Laurent Campellone.

## Personnages et distribution à l'Opéra de Paris
| Rôles | Voix               | Interprètes                                            |
| --- | ------------------ | ------------------------------------------------------ |
| Zarâstra | ténor              | Edmond-Alphonse Vergnet, Valentin Duc, Léonce Escalaïs |
| Amrou, grand-prêtre des devas | baryton            | Jean-François Delmas                                   |
| Varheda, sa fille, prêtresse de la Djahi                                                                                               | mezzo-soprano      | Caroline Fiérens                                       |
| Anahita, reine du Touran | soprano            | Maria Escalaïs-Lureau                                  |
| Le Roi de l'Iran | basse              | Jean Martapoura                                        |
| Un prisonnier touranien | ténor              | Agustarello Affre                                      |
| Un chef iranien | basse              | Voulet                                                 |
| Un héraut | basse              | Charles Douaillier                                     |
| Un chef touranien | basse              | Ragneau                                                |
| Ballerine |                    | Rosita Mauri                                           |
| Prisonniers touraniens, peuple de l'Iran, prêtres des devas, mages, hommes et femmes de la campagne, prêtres et prêtresses de la Djahi |                    |                                                        |
| Mise en scène | Mise en scène      | Alexandre Lapissida                                    |
| Direction musicale | Direction musicale | Auguste Vianesi,                                       |

## Résumé
L'action se déroule dans la Bactriane, à l'époque légendaire où s'est fondé le mazdéïsme, 2 500 ans avant l'ère chrétienne.

### Acte I
Le camp de Zarâstra, près de la ville de Bakhdi
Sous des cèdres, des prisonniers touraniens ; tente de Zarâstra
Zarâstra vient de défaire les Touraniens, qui se sont soulevés sur les avis du « traitre » Amrou, grand-prêtre des devas. Celui-ci entre avec sa fille, Varedha, prêtresse de la Djahi, déesse des voluptés. Varedha avoue à Zarâstra qu'elle l'aime, mais il la repousse, car il est amoureux de la reine captive du Touran, Anahita. Bien qu'elle en soit amoureuse, celle-ci le rejette pour ne pas trahir son peuple captif.

### Acte II

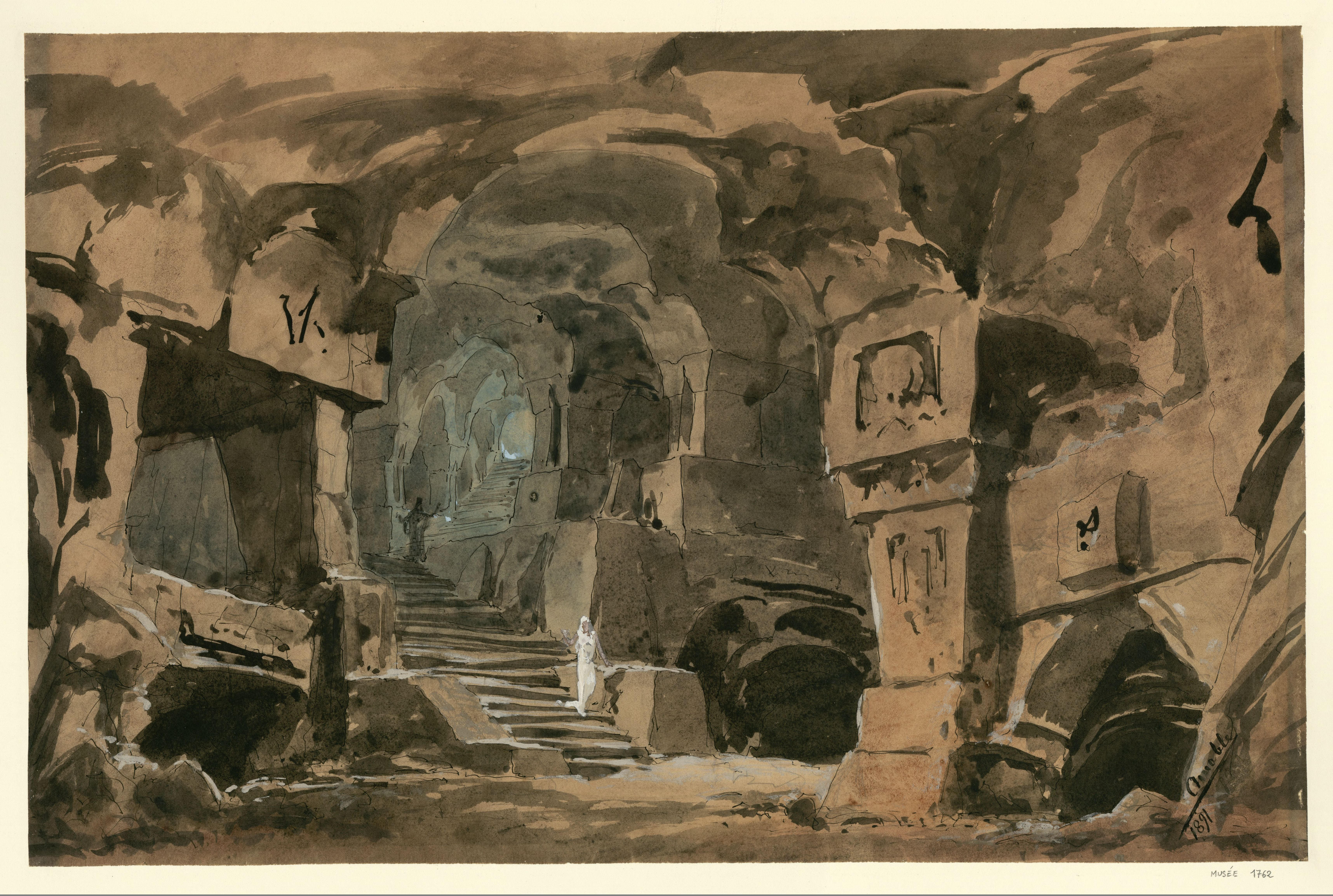
Esquisse du décor par Amable

#### Premier tableau
Les souterrains du temple de la Djahi
À droite, un escalier qui monte. À gauche, un escalier qui descend. Au fond, perspective de piliers trapus laissant entrevoir d'immenses salles ténébreuses.
Varedha entend avec douleur les cris de joie de la foule, Zarâstra l'ayant rejetée alors que sa victoire lui aurait permis de briser ses vœux de prêtresse et de s'unir à elle. Amrou entre, à la recherche de sa fille, lui annonce que Zarâstra en aime une autre et promet de se venger de lui parce que ce dernier a méprisé Varedha.
(Premier tableau sur YouTube)

#### Deuxième tableau
La place de Bakhdi
À droite, l'estrade du trône ; à gauche, celle des prêtres. Au fond, terrasses et jardins suspendus sur des piliers énormes. Entre les piliers, place publique grouillante de monde. Au-dessus de la terrasse, les maisons et l'amphithéâtre de la ville de Bakhdi.
Acclamé par les courtisans et les prêtres, Zarâstra comparaît devant le roi de l'Iran, à qui le héraut a présenté les trésors et les prisonniers ramenés par son maître. Pour prix de sa victoire, il demande Anahita (Ah! parais! parais, astre de mon ciel!). Amrou s'y oppose parce que Zarâstra aurait promis d'épouser Varedha. Ce dernier le nie, les autres et lui s'accusent de mensonges, mais Amrou et sa fille arrivent à convaincre tout le monde que Zarâstra a brisé sa promesse. Celui-ci préfère désobéir au roi, qui vient de lui ordonner d'épouser Varedha, et quitter sa patrie ingrate. Il maudit ceux qui ont menti en se parjurant et les dieux qui s'en sont faits complices et part, banni.

### Acte III
La montagne sainte
Escarpements étagés vers le pic neigeux qui se dresse au fond
Zarâstra est maintenant vénéré comme mage et prie sur la montagne. Sa méditation est interrompue par Varedha, qui l'y relance et lui jure son amour. Encore repoussée par Zarâstra, elle finit par ajouter qu'Anahita est sur le point d'épouser le roi.

### Acte IV
La salle du sanctuaire dans le temple de la Djahi
Il y a des danses en préparation du mariage. Anahita refuse toutefois d'épouser le roi, qui s'efforce néanmoins de faire aboutir la cérémonie. Anahita le menace d'un soulèvement du peuple touranien s'il la force au mariage, Varedha se réjouit d'être vengée par l'achèvement de la cérémonie et avoue avoir menti au sujet de la promesse de mariage que lui aurait faite Zarâstra. Des guerriers touraniens font irruption dans le temple, et l'acte se termine par un massacre et une mêlée au milieu des lueurs de l'incendie de la ville. Varedha tente de poignarder Anahita, mais des guerriers protègent leur reine.

### Acte V
Les ruines du temple de la Djahi
Même décor, mais en ruines. Seule la statue de la Djahi est intacte. Cadavres, dont ceux du roi et d'Amrou. Plus loin sur la scène, le corps de Varedha, inerte.
En sanglots, Zarâstra marche dans les ruines. Il trouve les corps du roi, du grand-prêtre et de Varedha, dont « la haine rend vivants ses yeux qu'emplit la mort », mais non celui de sa bien-aimée. Des cavaliers touraniens précèdent l'escorte et la litière d'Anahita au son d'une fanfare. Anahita entre et répète son amour pour lui. Varedha reprend connaissance et, voyant le couple, le maudit. Elle supplie la Djahi de la venger. Des lueurs rouges empourprent la statue de la déesse, des langues de feu en jaillissent et les fumées des décombres se changent en flammes. La statue s'effondre dans un gouffre d'où jaillissent des flammes, Zarâstra implore Ahoura-Mazda, dieu du feu et de l'amour dont il est le mage, les flammes s'écartent à sa voix, et Varedha expire en poussant un râle de malédiction.

## Critiques
Selon Landely, « ce n'est pas un drame lyrique, ce n'est pas davantage un opéra, mais une suite de peintures musicales».
Selon le Dictionnaire des opéras de Larousse et Clément, Le Mage est une œuvre qui emprunte trop au "système", comme la Reine de Saba de Charles Gounod.
Selon Anne Massenet, « Le Mage ne peut être remonté sans de solides moyens financiers car tout s'y trouve réuni : de nombreux solistes, un chœur important, un ballet […] ; la fin de l'œuvre impose à elle seule une scénographie ayant recours aux effets spéciaux les plus élaborés et les plus modernes».